# Jörg Bremer

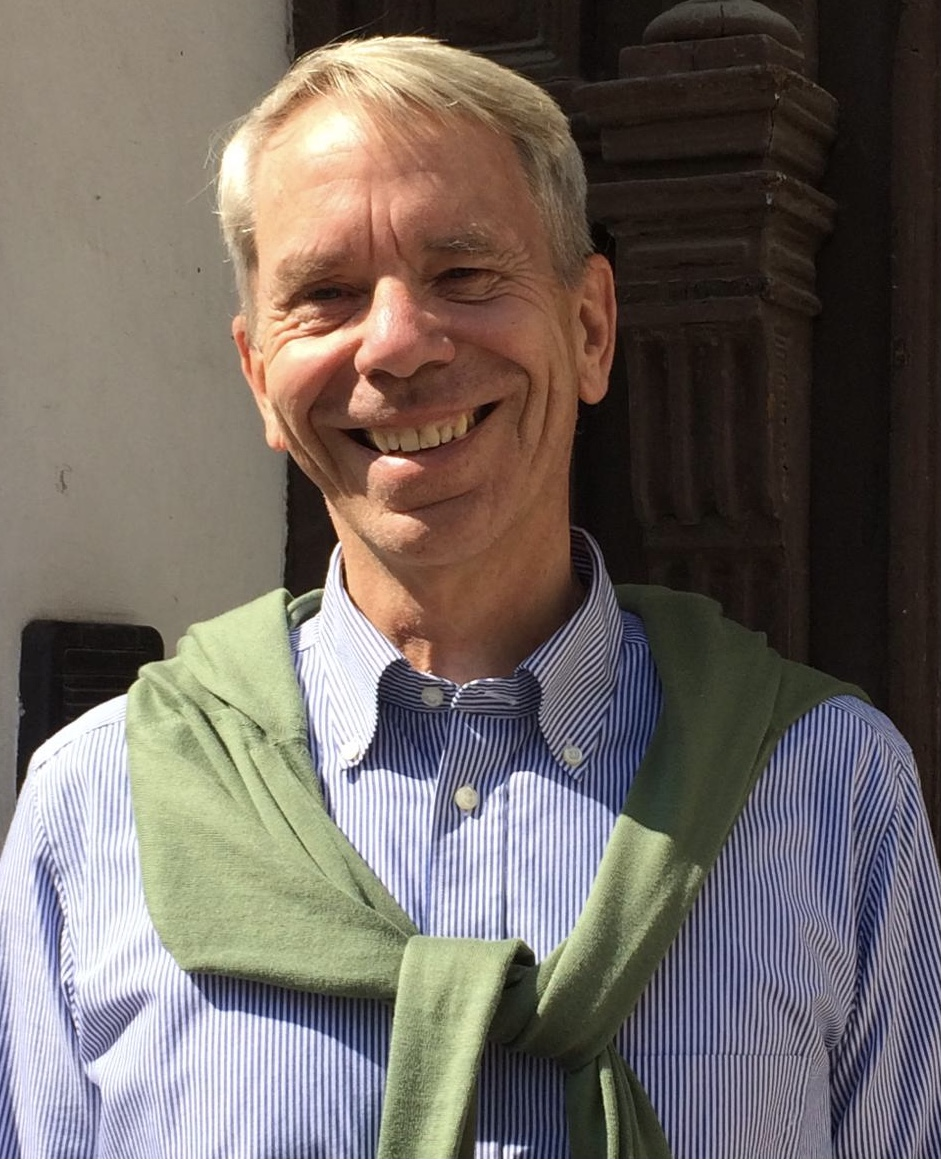
Jörg Bremer

Jörg Bremer (* 28. Juni 1952 in Düsseldorf) ist ein deutscher Journalist, Historiker und Autor. Er gehört  von 1978 bis 2017 zu den Redakteuren und Korrespondenten der Frankfurter Allgemeinen Zeitung. Seit 2021 arbeitet er freiberuflich als Personal Trainer in Berlin.

## Leben
Jörg Bremer wurde als Sohn eines Unternehmensmanagers geboren, der mehrere Posten bekleidete und häufiger umzog. Seine Familie stammt aus Göttingen, wo sie seit mehr als 200 Jahren sesshaft ist und die Fr. Bremer Weinhandlung betreibt. Er ist mit der Rechtsanwältin und Diplom-Finanzwirtin Christiane v. Klinggräff verheiratet. Das Paar hat drei Kinder.

### Schule und Studium
Jörg Bremer legte 1971 in Lörrach in Baden am mathematisch-naturwissenschaftlichen Behrens Gymnasium sein Abitur ab. Er studierte in Freiburg Deutsche Literatur, Geschichte und Jura und wechselte nach Heidelberg, um dort Öffentliches Recht und Neuere Geschichte zu belegen. Er wurde zunächst Hilfskraft des Sozialhistorikers Werner Conze und dann dessen Doktorand. Er erhielt Stipendien (Israel, USA). 1977 wurde er in Heidelberg von der Philosophischen Fakultät bei Conze mit seiner Arbeit Die Sozialistische Arbeiterpartei Deutschlands (SAPD) im Untergrund und im Exil von 1933 bis 1945 promoviert.
Bremer war einer der ersten Forscher, die Zugang zum Privatarchiv der Exil-Zeit von Willy Brandt erhielten. Nach der Promotion wechselte Bremer als Forschungsreferent zu Rudolf Morsey an den Lehrstuhl für Verwaltungsgeschichte der Verwaltungshochschule Speyer. Er machte sich mit den Anfängen der Bewegung zum Berufsbeamtentum nach dem Zweiten Weltkrieg vertraut, nicht zuletzt in privaten Archiven ehemaliger SAP-Mitglieder.
1978 ging er als research fellow zur Fletcher School of Law and Diplomacy, einer Einrichtung auf dem Campus der Tufts University in Somerville bei Boston mit engen Verbindungen zur Harvard University und arbeitete über Amerikanische Auffassungen zum Eurokommunismus.

### Journalistische Laufbahn
Schon während der Schulzeit arbeitete Bremer an der Jugendseite der Badischen Zeitung in Freiburg mit, schrieb Gedichte, Hörspiele und Kurzgeschichten. Während des Studiums absolvierte er ein Praktikum beim Süddeutschen Rundfunk. Schon vor dem Wechsel in die USA, wo er zwei Jahre bleiben wollte, hatte er sich bei der Frankfurter Allgemeinen Zeitung beworben, die ihn zum 1. Juli 1978 in der politischen Nachrichtenredaktion einstellte. Von Boston aus hatte er den Wahlkampf von Ronald Reagan publizistisch begleitet und dafür seine Bekanntschaft mit dessen Ratgebern im konservativen „think tank“ Fletcher School nutzen können. In Frankfurt lernte er die Grundzüge des Nachrichtenjournalismus in der Nachrichtenredaktion kennen, nicht zuletzt unter Anleitung von Friedrich Karl Fromme und Dieter Eckart.
Im Sommer 1980 schickte ihn die Redaktion als Auslandskorrespondent nach Warschau, wo er zunächst vom Kongress der Solidarność in Oliwa in Gdańsk/Danzig berichtete. Er wurde mit Gewerkschaftsführer Lech Wałęsa, dem Publizisten und späteren Diplomaten Janusz Reiter, mit den Autoren Andrzej Szczypiorski und Jacek Kuroń sowie mit anderen gut bekannt. Im Kriegsrecht der Militärzensur nach dem 13. Januar 1981 konnte Bremer zunächst nur zensierte Berichte nach Frankfurt kabeln. Gleichzeitig aber schrieb er Reportagen als „schwedischer Geschäftsmann“; Reisende schmuggelten diese aus dem Land. Er schrieb auch einige Beiträge für Die Zeit bzw. deren damalige Herausgeberin Marion Gräfin Dönhoff.
Im August 1986 zog er nach Hannover um und berichtete aus Niedersachsen, unter anderem 1988 über die Spielbankenaffäre und den Spielbankenausschuss im Landtag, die Demonstrationen gegen das Endlager Gorleben (für radioaktiven Abfall) und das Ende der „Ära Albrecht“ (Ernst Albrecht war von 1976 bis 1990 niedersächsischer Ministerpräsident). Der Wahlsieg der SPD bei der Landtagswahl am 13. Mai 1990 war zugleich auch ein Karriereschritt von Gerhard Schröder (Bundeskanzler von 1998 bis 2005).
Bremer erlebte die Öffnung der innerdeutschen Grenze und den Fall der Berliner Mauer „aus der Nähe“ mit: Er war einer der Journalisten, die im November 1989 Bundeskanzler Helmut Kohl bei seinem Besuch in Warschau begleiteten. Kohl unterbrach seine Reise und flog nach Berlin, weil dort plötzlich die Mauer fiel. Bremer berichtete später auch kurze Zeit aus Sachsen-Anhalt.
Im Januar 1991 – nur Tage vor den ersten irakischen Scuds – zog Bremer nach Jerusalem um, von wo er 18 Jahre für die FAZ über den Nahostkonflikt, aber auch über Gesellschaft, Archäologie und Religion berichtete; auf israelischer wie auch auf palästinensischer Seite. Mit einer starken Redaktion im Rücken konnte er sich aller Anfeindungen von den verschiedenen Seiten erwehren und versuchte, eine „faire, aber leidenschaftliche Berichterstattung von beiden Seiten“ des Konflikts zu leisten.
Von 2009 bis 2017 war Jörg Bremer Korrespondent in Rom, von wo er für die FAZ über die italienische Politik und den Vatikan berichtet.
Markante Ereignisse seit Juli 2009 sind unter anderem die Eurokrise, das Ende der politischen Karriere des langjährigen Ministerpräsidenten Silvio Berlusconi, das Kabinett Monti und das Kabinett Letta, der Rücktritt von Papst Benedikt XVI. und die anschließende Wahl von Papst Francesco sowie das Kabinett Renzi (seit Februar 2014).
Ende 2017 ging Bremer in den Ruhestand, sein Nachfolger in Rom wurde Matthias Rüb. Er lebt in Berlin. 2020 legte er mehrere Lizenzen ab, so auch die für die B- und A-Fitnesstrainer-Prüfung, und arbeitet seit 2021 als Personal Trainer und Coach mit den Schwerpunkten Krafttraining und therapeutisches Training.

## Mitgliedschaften
Jörg Bremer ist evangelischer Christ und gehört dem Johanniter-Orden an.

## Publikationen (Auswahl)
- Die Sozialistische Arbeiterpartei Deutschlands (SAP). Untergrund und Exil 1933–1945. Campus Verlag, Frankfurt am Main / New York 1978. Zugleich (mit abweichendem Titel) Philosophische Dissertation Heidelberg 1977.
- Jörg Bremer/Henning Kreitel/Arthur-Iren Martini: Kuchenoasen - Berliner Café-KulTour, Mitteldeutscher Verlag, 2021, ISBN 3-96311-390-1
- Werner von Kieckebusch: Ich traue dem Frieden nicht - Leben zwischen zwei Diktaturen - Tagebücher 1945–1946; herausgegeben von Jörg Bremer, Herder-Verlag, Freiburg, 2020, ISBN 978-3-451-38551-3
- Ein Kelch für zwei - Zur ökumenischen Debatte um die Kommunion bei konfessionsverbindenden Paaren; herausgegeben von Jörg Bremer, Grünewald-Patmos-Verlag, 2019, ISBN 978-3-7867-3187-0
- Unheiliger Krieg im Heiligen Land – Meine Jahre in Jerusalem, Nicolai Verlag, 2010, ISBN 978-3-89479-559-7
- Israel und Palästina, eine illustrierte Kulturgeschichte, Hirmer-Verlag, 2000
- Israel, wo Zeit und Ewigkeit sich treffen mit Karl-Heinz Geppert, Liebenzeller Mission, 1998, ISBN 3880026513
- Israel – Land der Verheißungen und gebrochenen Versprechen mit Photos von Florian Adler, G. Braun-Verlag, 1997, ISBN 9783765081781
- Reichsstraße 1 – Eine Reise in die Vergangenheit, Westermann-Sachbuch, 1994, ISBN 9783075092309
- Polen, Alltag, Stolz und Hoffnung, Westermann-Sachbuch, 1989, ISBN 9783075088944
- Die Sozialistische Arbeiterpartei Deutschlands (SAP) – Untergrund und Exil 1933–1945. Campus-Verlag, 1978, ISBN 978-3-593-32329-9